# Даисуке Ичикава
Даисуке Ичикава (јап. 市川 大祐; 14. мај 1980) бивши је јапански фудбалер.

## Каријера
Током каријере је играо за Шимицу С-Пулс, Ventforet Kofu, Mito HollyHock и многе друге клубове.

## Репрезентација
За репрезентацију Јапана дебитовао је 1998. године. Наступао је на Светском првенству (2002. године) с јапанском селекцијом. За тај тим је одиграо 10 утакмица.

## Статистика
| Јапан  | Јапан   | Јапан  |
| Година | Наступи | Голови |
| ------ | ------- | ------ |
| 1998.  | 1       | 0      |
| 1999.  | 0       | 0      |
| 2000.  | 0       | 0      |
| 2001.  | 0       | 0      |
| 2002.  | 9       | 0      |
| Укупно | 10      | 0      |

## Трофеји

### Клуб
- Лига Куп Јапана (1): 2001.
- Царски куп (1): 1996.